# Pagan (Bulgarien)
Khan Pagan (bulgarisch Паган; † 768) war der Herrscher über Bulgarien von 767 bis 768.
Pagan war, so der byzantinische Geschichtsschreiber Nikephoros, ebenso wie seine Vorgänger Anhänger einer Ausgleichspolitik mit dem byzantinischen Reich und Mitglied des bulgarischen Adels (Boil). Nachdem er den Thron bestiegen hatte, nahm er umgehend Friedensverhandlungen mit dem byzantinischen Kaiser Konstantin in Thrakien auf. In den Verhandlungen kritisierte er seine Landsleute aufgrund der Vertreibung von Sabin und die anhaltende Anarchie innerhalb des bulgarischen Reiches. Am Ende der Verhandlungen vereinbarten beide Seiten Frieden.
Doch als Pagan auf dem Rückweg von Thrakien war, griff der byzantinische Kaiser das bulgarische Reich überraschenderweise an. Seine Truppen marschierten über die Pässe des Balkangebirges auf die bulgarische Hauptstadt Pliska und verwüsteten einige Ortschaften in der Nähe der Stadtmauern. Offenbar gab sich aber Konstantin mit dieser Machtdemonstration zufrieden und zog sich wieder zurück. Pagan wurde jedoch, aufgrund seiner nachgiebigen Haltung gegenüber Byzanz, von seinen Gegnern auf der Flucht in Richtung Warna ermordet.